# Abd Allah al-Ta'aysh
Abd Allah al-Ta'aysh (Darfur, 1846 – 24 novembre 1899) è stato un militare sudanese, fu uno degli anṣār (qui nel senso di "sostenitori") durante la guerra Mahdista contro i britannici e i loro alleati egiziani, dove venne definitivamente sconfitto nella battaglia di Omdurman il 2 settembre 1898.
Nato nella tribù nomade araba dei Baqqara, ʿAbd Allāh al-Taʿāysh - a volte chiamato Abdallahi ibn Muhammad - fu educato per diventare un uomo di religione. Divenne ben presto seguace di Muhammad Ahmad e del suo movimento mahdista nel 1880 e venne da questo nominato khalīfa (successore) del Mahdi sudanese nel 1881 diventandone uno dei suoi più stretti alleati e collaboratori militari.
In qualità di luogotenente del Mahdi combatté nel 1883 nella battaglia di El Obeid contro un esercito congiunto di britannici ed egiziani, guidati dal colonnello William Hicks.
Morì nella battaglia di Umm Diwaykarat.